# Toninho Moura
Toninho Moura (ur. 22 lipca 1954) – brazylijski piłkarz.

## Kariera trenerska
Pracował jako trener w Nacional, Atlético Sorocaba, Bellmare Hiratsuka, Internacional Limeira, Matonense, Noroeste, Taubaté, Ferroviária, União Mogi, São José, Tupi, Grêmio Barueri, Sport Barueri, Arapongas, São José, Grêmio Osasco i Nacional.